# Большой кубок Манчестера
Большой кубок Манчестера (англ. Manchester Senior Cup) — ежегодный футбольный турнир, в котором принимают участие клубы из Большого Манчестера, Англия. 
Команды разделяются на группы в зависимости от количества участников. Каждая команда по разу играет со всеми командами в группе, после чего две лучшие команды выходят в финал. Матчи проводятся по ходу регулярного сезона, а финал обычно назначается на начало мая. Финал прошлого года прошёл на стадионе «Олд Траффорд».
В прошлом это был престижный трофей. В настоящее время большие клубы выставляют для участия в турнире свои резервные команды.
В турнире принимали участие следующие клубы:
- Манчестер Юнайтед
- Манчестер Сити
- Болтон Уондерерс
- Уиган Атлетик
- Олдем Атлетик
- Стокпорт Каунти
- Бери
- Рочдейл

## Победители Большого кубка Манчестера
|   | Клуб               | Кол-во побед в финале | Последняя победа | Кол-во поражений в финале | Последнее поражение в финале |
| - | ------------------ | --------------------- | ---------------- | ------------------------- | ---------------------------- |
| 1 | Манчестер Юнайтед  | 33                    | 2014             | 6                         | 2007                         |
| 2 | Манчестер Сити     | 21                    | 2010             | 12                        | 2014                         |
| 3 | Стокпорт Каунти    | 5                     | 1928             | 1                         | 1956                         |
| 4 | Дройлсден          | 3                     | 1979             | ?                         | 1980                         |
| 5 | Хайд Юнайтед       | 1                     | 1975             | 1                         | 1976                         |
| 6 | Стейлибридж Селтик | 1                     | 1923             | 1                         | 1927                         |